# كانشكا طاهر
كانشكا طاهر (بالألمانية: Kani Taher)‏ (4 أبريل 1991 بكابل في أفغانستان - ) هو لاعب كرة قدم ألماني في مركز الوسط. شارك مع منتخب أفغانستان تحت 23 سنة لكرة القدم ومنتخب أفغانستان لكرة القدم. أما مع النوادي، فقد لعب مع ألمانيا آخن و و.

## وصلات خارجية
- كانشكا طاهر على موقع قاعدة بيانات كرة القدم.إي يو (الإنجليزية)
- كانشكا طاهر على موقع ناشيونال فوتبول تيمز (الإنجليزية)
- كانشكا طاهر على موقع Soccerway.com (الإنجليزية)
- كانشكا طاهر على موقع عالم كرة القدم.نت (الإنجليزية)